# Belaya Rus

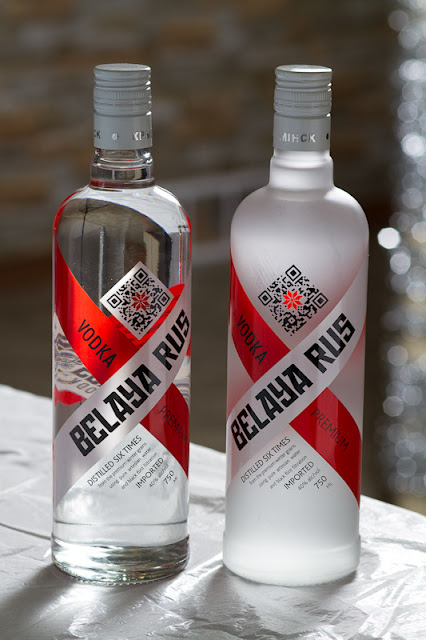
Belaya Rus

Belaya Rus (dosł. „Biała Ruś”) – marka wódki destylowanej na Białorusi z mieszaniny ziarna: pszenicy ozimej (25%) i żyta (75%) oraz wody pochodzącej ze studni artezyjskich o głębokości 290 metrów. Sześciokrotnie destylowana i filtrowana opatentowaną metodą przy użyciu czarnego krzemienia lub tzw. „cremia” (minerału występującego wyłącznie na Białorusi). Zawartość alkoholu wynosi standardowo 40%.

## Znaczenie nazwy i jej tłumaczenie
„Belaya Rus” (dosł. „Biała Ruś”) jest staroruską nazwą Białorusi, zapisaną zgodnie zasadami transliteracji języków wschodniosłowiańskich na angielski. W przeszłości określenie Ruś Biała odnosiło się do zachodniej części Rusi, tj. nie tylko dzisiejszej Białorusi, ale też zachodniej Rosji; ponadto pojęcie to niekiedy rozciągano także na tereny obecnej północnej Ukrainy i niewielkie fragmenty północno-wschodniej części Polski.

## Historia
Wódka Belaya Rus została stworzona dla uczczenia 100. rocznicy powstania gorzelni Mińsk Kristall w 1993 roku. W 2010 roku wódka otrzymała certyfikat koszerności od naczelnego rabina Rosji – Berela Lazara. Gorzelnia Mińsk Kristall została założona w 1893 roku przez braci Jankiela i Zelmana Rakowszczyków. Początkowo zatrudnionych tam było 24 pracowników, obecnie pracuje w niej ponad 800 pracowników. Etykieta butelki zawiera kod QR.

## Nagrody i wyróżnienia
Międzynarodowy przegląd napojów spirytusowych: Instytut testowania napojów w Chicago
- 2011 – srebrny medal oraz nagroda „najlepszy zakup” z adnotacją „wysoce polecana” (89 punktów)
- 1999 – wódka Belaya Rus została oceniona przez Instytut znacznie wyżej niż jej bardziej znani konkurenci: Skyy (86), Absolut (83), Smirnoff (83) i wiele, wiele innych marek (wynik końcowy: 89 punktów, 18 000 dolarów nagrody oraz srebrny medal)

## Pozostałe konkursy międzynarodowe
- nagroda Grand Prix i symbol jakości Platinum
- 7 złotych, 4 srebrne i 1 brązowy medal
- najlepszy białoruski produkt w Rosji w 2006
- najlepszy produkt roku 2003